# Wuwei (Wuhu)

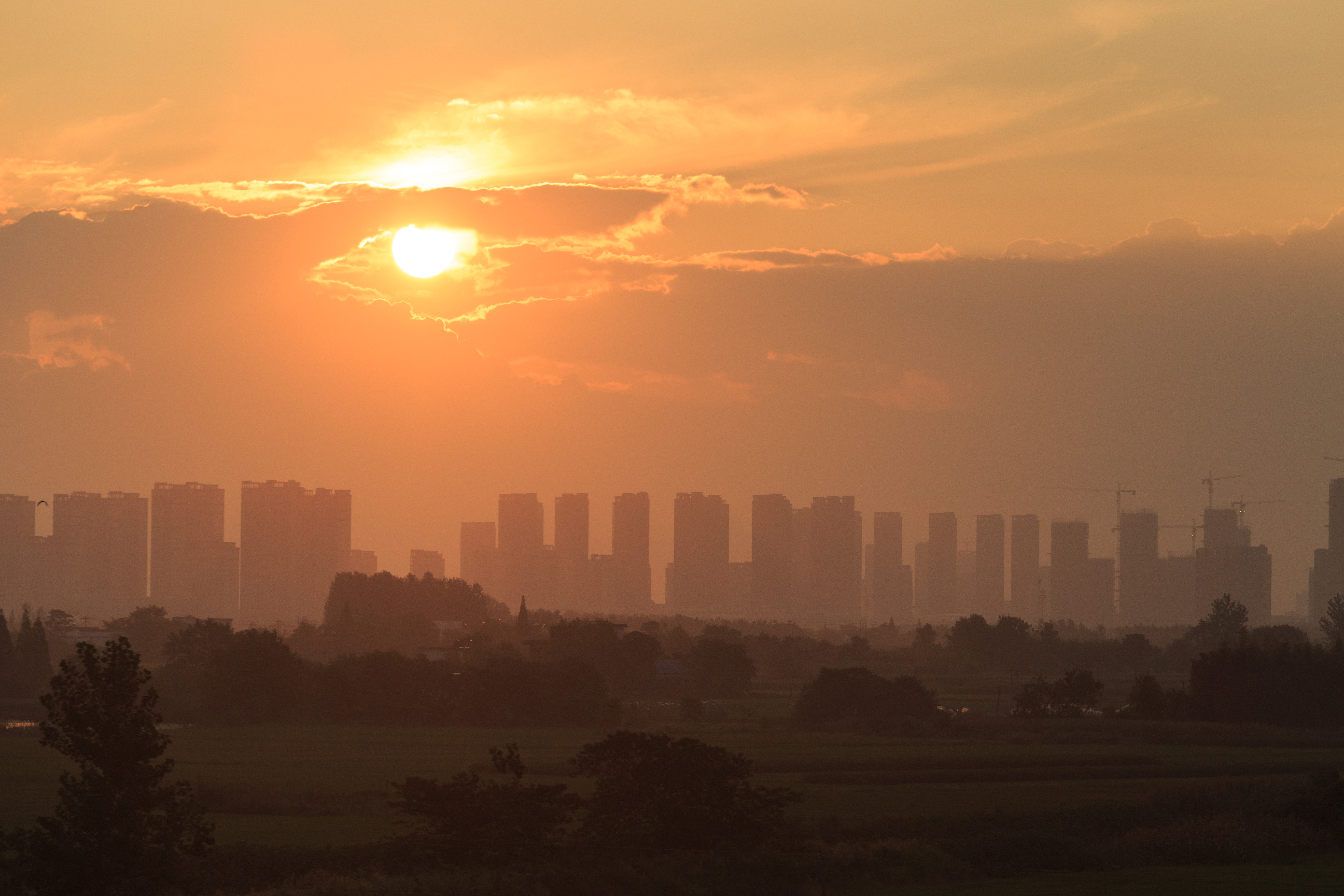
Sonnenuntergang in Wuwei, Provinz Anhui

Der Kreis Wuwei (chinesisch 无为县, Pinyin Wúwéi Xiàn) ist ein Kreis der bezirksfreien Stadt Wuhu in der chinesischen Provinz Anhui. Er hat eine Fläche von 2.449 Quadratkilometern und zählt ca. 1,39 Mio. Einwohner (2004). Sein Hauptort ist die Großgemeinde Wucheng (无城镇).

## Administrative Gliederung
Auf Gemeindeebene setzt sich der Kreis aus neunzehn Großgemeinden und vier Gemeinden zusammen. 